# 松鹤胡同
松鹤胡同，是位于中国北京市西城区中部的一条胡同。现已无存。

## 简介
松鹤胡同为东西走向，东到枣林街，西到复兴门北顺城街。全长351米，平均宽4米。因为胡同内有松鹤庵，所以清朝始称松鹤胡同，俗称松鹤庵。1990年代拆除，原址先后兴建金阳大厦、平安大厦、中国建设银行大厦。